# Boxe aux Jeux méditerranéens de 2022 - Poids super-légers femmes
L'épreuve féminin de boxe des poids super-légers (-63 kg) des Jeux méditerranéens de 2022 de Oran se déroule au centre EMEC Expositions Palace Hall du 27 juin au 1er juillet 2022.

## Format de la compétition
Comme tous les événements des Jeux méditerranéens, la compétition de boxe consiste en un tournoi à élimination directe. Dans cette catégorie de poids super-légers, cet événement regroupe 6 boxeuses qui sont qualifiées pour la compétition. Un certain nombre de boxeuses (2 dans se cas précis) reçoivent un laissez-passer pour les quarts de finale et se qualifient directement pour les demi-finales. Les deux perdants des demi-finales obtiennent chacun une médaille de bronze, sans disputer de match pour la troisième place.
Tous les combats se composent de trois périodes de trois minutes où les boxeuses obtiennent des points pour chaque coup de poing porté à la tête ou sur le haut du corps de leur adversaire. La boxeuse avec le plus de points comptabilisés à la fin des périodes se qualifie. Si une boxeuse se retrouve au sol et ne peut pas se lever avant que l'arbitre compte jusqu'à 10, le combat est terminé et l'adversaire est déclaré gagnant.

## Programme
Le programme présenté au 1er juin 2021 est :
|  | Quart de finale |  | Demi-finale |  | Finale |

| Sports                               | Sports | Sports | Jour de compétition (juin / juillet) | Jour de compétition (juin / juillet) | Jour de compétition (juin / juillet) | Jour de compétition (juin / juillet) | Jour de compétition (juin / juillet) | Jour de compétition (juin / juillet) | Jour de compétition (juin / juillet) | Jour de compétition (juin / juillet) | Jour de compétition (juin / juillet) | Jour de compétition (juin / juillet) | Jour de compétition (juin / juillet) | Jour de compétition (juin / juillet) | Jour de compétition (juin / juillet) |
| Sports                               | Sports | Sports | 24                                   | 25                                   | 26                                   | 27                                   | 28                                   | 29                                   | 30                                   | 1                                    | 2                                    | 3                                    | 4                                    | 5                                    | 6                                    |
| ------------------------------------ | ------ | ------ | ------------------------------------ | ------------------------------------ | ------------------------------------ | ------------------------------------ | ------------------------------------ | ------------------------------------ | ------------------------------------ | ------------------------------------ | ------------------------------------ | ------------------------------------ | ------------------------------------ | ------------------------------------ | ------------------------------------ |
| Boxe                                 | Boxe   |        |                                      |                                      |                                      | ¼                                    |                                      |                                      | ½                                    | F                                    |                                      |                                      |                                      |                                      |                                      |
|                                      |        |        | 24                                   | 25                                   | 26                                   | 27                                   | 28                                   | 29                                   | 30                                   | 1                                    | 2                                    | 3                                    | 4                                    | 5                                    | 6                                    |
| Jour de compétition (juin / juillet) |        |        |                                      |                                      |                                      |                                      |                                      |                                      |                                      |                                      |                                      |                                      |                                      |                                      |                                      |

## Horaires
Les temps sont donnés selon l'heure locale d’Algérie (UTC)
| Date                      | Temps         | Série            |
| ------------------------- | ------------- | ---------------- |
| Mercredi 27 juin 2022     | 14:06 - 14:22 | Quarts de finale |
| Jeudi 30 juin 2022        | 16:02 - 16:19 | Demi-Finales     |
| Vendredi 1er juillet 2022 | 18:02         | Finale           |

## Médaillés
| Or           | Argent          | Bronze                  |
| Imane Khelif | Assunta Canfora | Thaïs Larché Gizem Ozer |

## Résultats

### Phase finale
|  | Demi-finales    | Demi-finales    |              |   | Finale | Finale |
|  |                 |                 |              |   |        |        |
|  |                 |                 |              |   |        |        |
|  |                 |                 |              |   |        |        |
|  | Gizem Ozer      | 0               |              |   |        |        |
|  | Gizem Ozer      | 0               |              |   |        |        |
|  | Imane Khelif    | 3               |              |   |        |        |
|  | Imane Khelif    | 3               | Imane Khelif | 3 |        |        |
|  |                 |                 | Imane Khelif | 3 |        |        |
|  |                 | Assunta Canfora | 0            |   |        |        |
|  | Thaïs Larché    | Assunta Canfora | 0            | 0 |        |        |
|  | Thaïs Larché    |                 |              | 0 |        |        |
|  | Assunta Canfora | 3               |              |   |        |        |
|  | Assunta Canfora | 3               |              |   |        |        |

### Premiers tours

#### Première partie
|  | Huitièmes de finale | Huitièmes de finale | Huitièmes de finale |  |  | Quarts de finale | Quarts de finale | Quarts de finale |   |              | Demi-finales | Demi-finales | Demi-finales |  |  | Finale | Finale | Finale |
|  |                     |                     |                     |  |  |                  |                  |                  |   |              |              |              |              |  |  |        |        |        |
|  |                     |                     |                     |  |  |                  |                  |                  |   |              |              |              |              |  |  |        |        |        |
|  |                     |                     |                     |  |  |                  |                  |                  |   |              |              |              |              |  |  |        |        |        |
|  |                     |                     |                     |  |  |                  |                  |                  |   |              |              |              |              |  |  |        |        |        |
|  |                     |                     |                     |  |  |                  |                  |                  |   | Gizem Ozer   | Gizem Ozer   | 0            |              |  |  |        |        |        |
|  |                     |                     |                     |  |  |                  | Imane Khelif     | Imane Khelif     | 3 |              |              |              |              |  |  |        |        |        |
|  |                     |                     |                     |  |  | Imane Khelif     | Imane Khelif     | RSC              |   |              |              |              |              |  |  |        |        |        |
|  |                     |                     |                     |  |  | Rahma Mohamed    |                  |                  |   |              |              |              |              |  |  |        |        |        |
|  |                     |                     |                     |  |  |                  |                  |                  |   |              | Imane Khelif | Imane Khelif | 3            |  |  |        |        |        |
|  |                     |                     |                     |  |  |                  | Assunta Canfora  | Assunta Canfora  | 0 |              |              |              |              |  |  |        |        |        |
|  |                     |                     |                     |  |  | Thaïs Larché     | Thaïs Larché     | 3                |   |              |              |              |              |  |  |        |        |        |
|  |                     |                     |                     |  |  | Tara Bohatjuk    | Tara Bohatjuk    | 0                |   |              |              |              |              |  |  |        |        |        |
|  |                     |                     |                     |  |  |                  |                  |                  |   | Thaïs Larché | Thaïs Larché | 0            |              |  |  |        |        |        |
|  |                     |                     |                     |  |  |                  | Assunta Canfora  | Assunta Canfora  | 3 |              |              |              |              |  |  |        |        |        |
|  |                     |                     |                     |  |  |                  |                  |                  |   |              |              |              |              |  |  |        |        |        |
|  |                     |                     |                     |  |  |                  |                  |                  |   |              |              |              |              |  |  |        |        |        |
|  |                     |                     |                     |  |  |                  |                  |                  |   |              |              |              |              |  |  |        |        |        |